# Campeonato Peruano de Fútbol Femenino de 2011
El Campeonato Peruano de Fútbol Femenino 2011 fue un torneo, que a pesar de su nombre, culminó en el 2012. Este torneo otorgó un cupo a la Copa Libertadores Femenina 2012. Para participar en la etapa nacional, los equipos debían ocupar los primeros lugares en sus respectivos torneos regionales.

## Etapa regional

### Región oriente
Electro Oriente logró el título de este año en calidad de invicto luego de adjudicarse el primer lugar con puntaje casi perfecto ya que en 6 partidos jugados, ganó 5 y solo empató uno. Además, se jugó una liguilla para decidir al subcampeón, enfrentándose las escuadras de Federico Villareal, Compañía Comando FC, Castañas y Ricardo Palma. El equipo que obtuvo el segundo lugar fue Castañas que derrotó al equipo militar de Compañía Comando por 2 goles a 1.
| Participantes       | Puesto                        |
| ------------------- | ----------------------------- |
| Electro Oriente     | Campeón de la Liga de Iquitos |
| Castañas            | Segundo puesto                |
| Compañía Comando FC | Tercer puesto                 |
| Ricardo Palma       | Cuarto puesto                 |
| Federico Villareal  | Quinto puesto                 |

### Región sur

#### Etapa provincial (Arequipa)
Se jugó en formato Apertura y Clausura.

##### Torneo Apertura[3]
| Participantes            | Puntos |
| ------------------------ | ------ |
| Estrella de Selva Alegre | 16     |
| Sportivo Huracán         | 14     |
| Stella Maris             | 11     |
| Club Internacional       | 10     |
| Las Tiggers              | 6      |
| Sthanthers**             | 3      |
| Vepia*                   | -3     |

*Vepia perdió su último partido por Walk Over

##### Torneo Clausura[5]
| Participantes | Puntos    |
| ------------- | --------- |
| Stella Maris  | 15        |
| Huracán       | 13        |
| Internacional | 13        |
| Estrella      | 10        |
| Vepia         | 4         |
| Tiggers       | 3 (1WO)   |
| Sthanthers    | -3 (1 WO) |

##### Final
En la final se midieron Estrella de Alto Selva Alegre (campeón Apertura) con Stella Maris (campeón Clausura), ambos clubes clasificaron a la Departamental. Estrella de Alto Selva Alegre se coronó campeón del torneo de Fútbol Femenino de Arequipa tras vencer, en final jugada en el estadio Melgar, 3-2 a la Escuela Deportiva Stella Maris.

#### Etapa departamental (Arequipa)
El 8 de enero en el estadio Municipal de Chivay se programaron los partidos de ida de la primera fase de la etapa Departamental de Fútbol Femenino de Arequipa. La vuelta se programó para el 15 de enero.
Primera fase:
Star Chivay (Caylloma) vs Estrella (Arequipa) 
Polper (Caylloma) vs Stella Maris (Arequipa)
Los ganadores de ambas llaves jugarán la segunda fase con los clasificados de Ático: Defensor Atico (campeón de Caravelí) y Colegio Miguel Grau (subcampeón de Caravelí).

### Torneo metropolitano 2011
| Participantes     | PJ | PG | PE | PP | GF | GC | DG  | Puntos |
| ----------------- | -- | -- | -- | -- | -- | -- | --- | ------ |
| JC Sport Girls    | 6  | 6  | 0  | 0  | 32 | 0  | 32  | 18     |
| Real Maracaná     | 6  | 5  | 0  | 1  | 26 | 2  | 24  | 15     |
| Talemtus Minka    | 6  | 3  | 1  | 2  | 10 | 10 | 0   | 10     |
| San Felipe        | 6  | 3  | 0  | 3  | 13 | 20 | -7  | 9      |
| JC Soccer Academy | 6  | 1  | 2  | 3  | 7  | 23 | -16 | 5      |
| Universitario     | 6  | 1  | 1  | 4  | 5  | 16 | -11 | 4      |
| River San Borja*  | 6  | 0  | 0  | 6  | 0  | 22 | -22 | 0      |

Resultados
Universitario 1–1 JC Soccer Academy 
Universitario 0-4 San Felipe         
Universitario 0-6 Real Maracana
Universitario 4-0 River San Borja
Universitario 0-2 JC Sport Girls
Universitario 0-3 Talemtus Minka
River San Borja no disputó el torneo metropolitano del 2012

#### Final
En diciembre del 2011, en la Videna de San Luis, JC Sport Girls ganó su tercer Campeonato Metropolitano consecutivo. Con golazo de Fiorella Valeriano y doblete de Sandy Dorador, JC derrotó por 3 a 1 a Real Maracaná de Chosica y se consagró pentacampeón del fútbol femenino en Lima.

## Etapa Nacional

### Tercer puesto
El Club Stella Maris de Arequipa terminó cuarto en el Nacional de Fútbol Femenino que se disputó en Lima. En su último partido, por el tercer puesto, cayó 0-5 ante Real Maracaná de Lima.

### Final
La final, se jugó el 27 de octubre del 2012. Enfrentó a JC Sport Girls de Lima y Electro Oriente de Iquitos. El club capitalino ganó 2 a 0.